# Fundació Baruch Spinoza
La Fundació Baruch Spinoza és una organització privada, amb seu a Barcelona, que desenvolupa programes educatius i culturals a Catalunya. Té com objectius divulgar la cultura jueva, promoure l'educació sobre l'Holocaust i actuar contra la intolerància i l'antisemitisme del segle xxi. Amb el Govern de Catalunya van fundar la Casa Cresques per fomentar l'entesa i la cooperació entre Catalunya i Israel.
Publica llibres, crea exposicions i organitza conferències.

## Publicacions destacades
- Delgado, Manuel. La ciutat de la diferència: una exposició contra el racisme, la xenofòbia i l'antisemitisme.  Barcelona: Fundació Baruch Spinoza, 1997. ISBN 978-84-922559-0-0.